# Мужская сборная Германии по софтболу
Мужская национальная сборная Германии по софтболу — представляет Германию на международных софтбольных соревнованиях. Управляющей организацией выступает Федерация бейсбола и софтбола Германии (нем. Deutscher Baseball und Softball verband E.V.), англ. German Baseball and Softball Federation).

## Результаты выступлений

### Чемпионаты Европы
| Год       | Победы         | Поражения      | Место          |
| --------- | -------------- | -------------- | -------------- |
| 1993      | не участвовали | не участвовали | не участвовали |
| 1995      |                |                | 9              |
| 1997—2014 | не участвовали | не участвовали | не участвовали |
| 2016      | 0              | 5              | 9              |
| 2018      | 4              | 5              | 8              |
| 2021      | не участвовали | не участвовали | не участвовали |